# Veronica laxa
Veronica laxa là một loài thực vật có hoa trong họ Mã đề. Loài này được Benth. miêu tả khoa học đầu tiên năm 1835.

## Hình ảnh

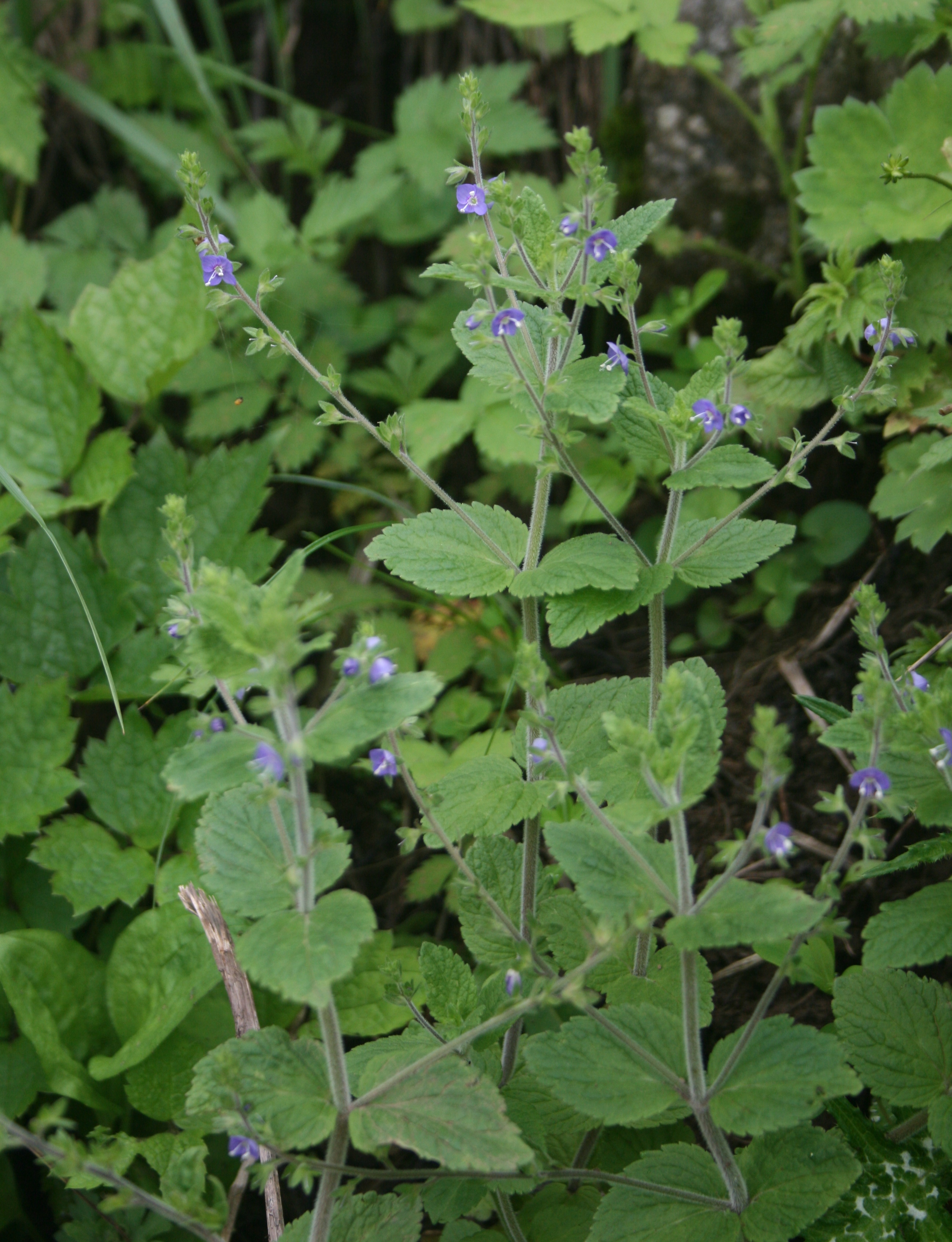